# Індія-Гук (Південна Кароліна)
Індія-Гук (англ. India Hook) — переписна місцевість (CDP) в США, в окрузі Йорк штату Південна Кароліна. Населення — 3817 осіб (2020).

## Географія
Індія-Гук розташована за координатами 35°0′53″ пн. ш. 81°2′13″ зх. д. / 35.01472° пн. ш. 81.03694° зх. д. (35.014841, -81.037019).  За даними Бюро перепису населення США в 2010 році переписна місцевість мала площу 9,17 км², з яких 6,83 км² — суходіл та 2,34 км² — водойми.

## Демографія
Згідно з переписом 2010 року, у переписній місцевості мешкало 3328 осіб у 1401 домогосподарстві у складі 993 родин. Густота населення становила 363 особи/км².  Було 1515 помешкань (165/км²).
Расовий склад населення:
| - 88,0 % — білих - 6,3 % — чорних або афроамериканців - 1,4 % — азіатів - 0,4 % — корінних американців - 0,1 % — вихідців з тихоокеанських островів - 1,7 % — осіб інших рас |

До двох чи більше рас належало 2,1 %. Частка іспаномовних становила 4,9 % від усіх жителів.
За віковим діапазоном населення розподілялося таким чином: 21,9 % — особи молодші 18 років, 65,4 % — особи у віці 18—64 років, 12,7 % — особи у віці 65 років та старші. Медіана віку мешканця становила 40,2 року. На 100 осіб жіночої статі у переписній місцевості припадало 94,4 чоловіків;  на 100 жінок у віці від 18 років та старших — 94,5 чоловіків також старших 18 років.
Середній дохід на одне домашнє господарство  становив 87 912 долари США (медіана — 69 594), а середній дохід на одну сім'ю — 99 315 доларів (медіана — 76 466). За межею бідності перебувало 13,8 % осіб, у тому числі 24,0 % дітей у віці до 18 років та 9,9 % осіб у віці 65 років та старших.
Цивільне працевлаштоване населення становило 2071 особа. Основні галузі зайнятості: освіта, охорона здоров'я та соціальна допомога — 20,9 %, науковці, спеціалісти, менеджери — 14,1 %, виробництво — 12,5 %, будівництво — 11,2 %.